# Erupción solar

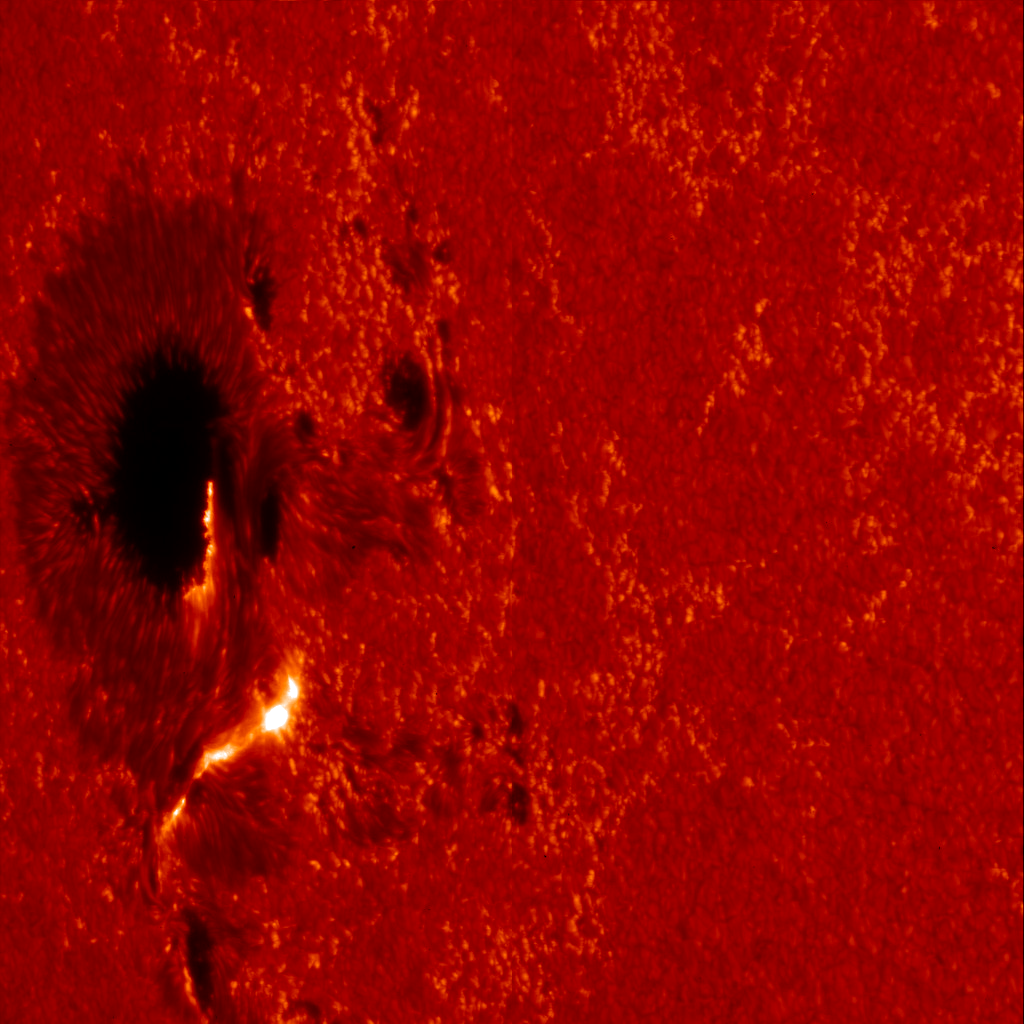
Erupción solar

Una erupción solar, también conocida como fulguración solar o llamarada solar, es una liberación súbita e intensa de radiación electromagnética en la Cromosfera del Sol, con una energía equivalente a las bombas de hidrógeno, de hasta 6 × 1025 julios, las cuales aceleran partículas a velocidades cercanas a la de la luz y están asociadas como precursoras de las  eyecciones de masa coronal. Las erupciones solares tienen lugar en la cromosfera solar, calentando plasma a decenas de millones de kelvin y acelerando los electrones, protones e iones más pesados resultantes a velocidades cercanas a la de la luz. Producen radiación electromagnética en todas las longitudes de onda del espectro electromagnético, desde largas ondas de radio a los más cortos rayos gamma. La mayoría de las erupciones suceden en las regiones activas asociadas a manchas solares, lazos y filamentos solares, donde emergen intensos campos magnéticos de la superficie del Sol hacia la corona. Las erupciones solares tienen duraciones de minutos
Las erupciones solares se observaron por primera vez en el Sol en 1859. Se han observado erupciones estelares en otras estrellas.
La frecuencia de estos sucesos varía, de varios al día cuando el Sol está particularmente "activo" a menos de una semanal cuando está "tranquilo". La actividad solar varía en un ciclo de 11 años (el ciclo solar). En la cúspide del ciclo suele haber más manchas en el Sol, y por lo tanto más erupciones solares.

## Historia
Las primeras observaciones ópticas fueron realizadas por Richard Christopher Carrington que observó una llamarada por primera vez el 1 de septiembre de 1859. proyectando la imagen producida por un telescopio óptico, sin filtros. Era una extraordinariamente intensa white light  (llamarada de luz blanca). Dado que las llamaradas producen copiosas cantidades de radiación en Hα, añadir un estrecho filtro de paso de banda  (≈ 1 Å) centrado en esta longitud de onda en el telescopio óptico, permite la observación de las erupciones no muy brillantes con pequeños telescopios. Durante años Hα fue la principal, si no la única, fuente de información sobre las erupciones solares.

## Clasificación de erupciones

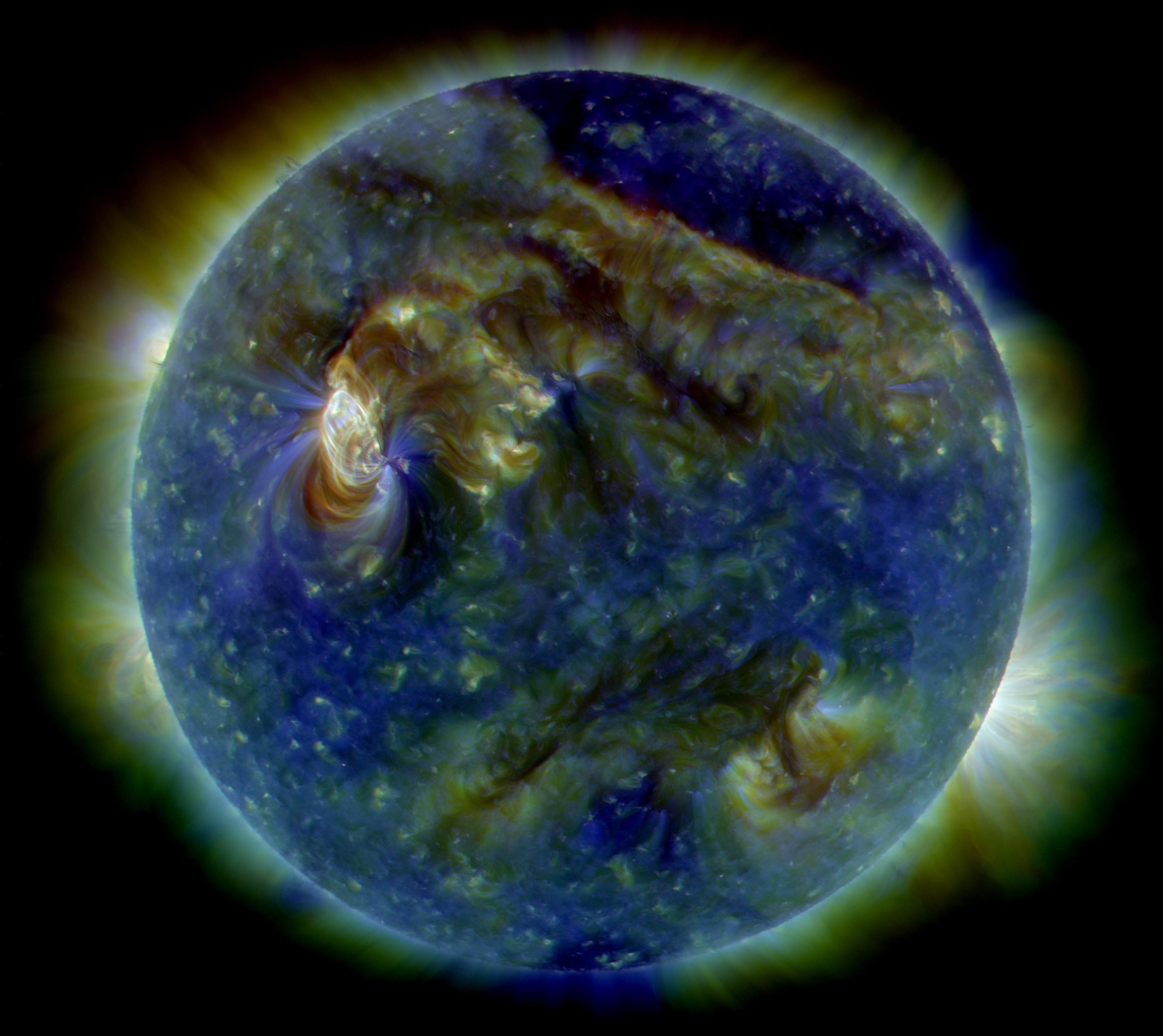
El Sol mostrando una erupción de tipo C-3.

Las erupciones solares se clasifican como A, B, C, M o X dependiendo del pico de flujo de rayos X. (en vatios por metro cuadrado, W/m²) de 100 a 800 picómetros en las inmediaciones de la Tierra, medidos en la nave GOES. Cada clase tiene un pico de flujo diez veces mayor que la anterior, teniendo las erupción de clase X un pico del orden de 10-4 W/m². Dentro de una clase hay una escala lineal de 1 a 9, así que una erupción X2 tiene dos veces la potencia de una X1, y es cuatro veces más potente que una M5. Las clases más potentes, M y X, están asociadas a menudo con varios efectos en el entorno espacial cercano a la Tierra.
Aunque se suele usar la clasificación GOES para indicar el tamaño de una erupción, es solo una medición.
Dos de las erupciones GOES más grandes fueron los eventos X20 (2 mW/m²) registrados el 16 de agosto de 1989 y el 2 de abril de 2001. Sin embargo, estos dos eventos fueron eclipsados por una erupción el 4 de noviembre de 2003, que ha sido la erupción de rayos X más potente jamás registrada. Al principio se la clasificó como una X28 (2.8 mW/m²). Sin embargo, los detectores de GOES quedaron saturados durante el pico de la erupción, y actualmente se piensa que realmente estuvo entre X40 (4.0 mW/m²) y X45 (4.5 mW/m²), basándose en la influencia del evento sobre la atmósfera terrestre. La erupción se originó en la región de manchas 10486, que se muestra en la ilustración anterior varios días después del evento.
Se cree que la erupción más poderosa de los últimos 500 años sucedió en septiembre de 1859. Fue observada por el astrónomo británico Richard Carrington y dejó rastros en el hielo de Groenlandia en forma de nitratos y berilio-10, que permite medir su potencia aún hoy.

Las erupciones solares están asociadas a eyecciones de masa coronal (CME), las cuales influyen mucho nuestra meteorología solar local. Producen flujos de partículas muy energéticas en el viento solar y la magnetosfera terrestre que pueden presentar peligros por radiación para naves espaciales y astronautas. El flujo de rayos X de la clase X de erupciones incrementa la ionización de la atmósfera superior, y esto puede interferir con las comunicaciones de radio en onda corta, y aumentar el rozamiento con los satélites en órbita baja, que lleva a decaimiento orbital. La presencia de estas partículas energéticas en la magnetosfera contribuyen a la aurora boreal y a la aurora austral.
Las erupciones solares liberan una cascada enorme de partículas de alta energía conocida como tormenta de protones. Los protones pueden atravesar el cuerpo humano, provocando daño bioquímico. La mayoría de estas tormentas tardan dos o más horas en llegar a la Tierra tras su detección visual. Una erupción ocurrida el 20 de enero de 2005 liberó la concentración de protones más alta medida directamente, que tardó solo 15 minutos en llegar a la Tierra tras su observación.
El riesgo de irradiación que suponen las erupciones solares y CME es una de las mayores preocupaciones en cuanto a las misiones tripuladas a Marte o a la Luna. Se necesitaría algún tipo de blindaje físico o magnético para proteger a los astronautas. Al principio se creía que éstos tendrían dos horas para alcanzar algún refugio. Basándose en el evento del 20 de enero de 2005, podrían tener tan poco como 15 minutos para hacerlo.